# Braga
Braga es un municipio y ciudad portuguesa situada en el norte del país, capital del distrito homónimo. Pertenece a la región estadística del Norte y a la comunidad intermunicipal del Cávado. La población del municipio asciende a 193 333 habitantes (2021). Es la quinta ciudad más poblada del país.

## Toponimia
El topónimo Braga se pronuncia en portugués [ˈbɾaɣɐ]ⓘ y proviene del latín Bracara Augusta. Es conocida como la ciudad de los arzobispos.

## Geografía
Se sitúa en la región estadística del Norte (NUTS II) y en la comunidad intermunicipal del Cávado (NUTS III). El municipio es atravesado por los ríos Este y Cávado.

El municipio de Braga limita al norte con el de Amares, al este con Póvoa de Lanhoso, al sur con Guimarães y Vila Nova de Famalicão, y al oeste con Barcelos y Vila Verde.
| Noroeste: Vila Verde             | Norte: Amares                           | Noreste: Póvoa de Lanhoso |
| Oeste: Barcelos                  |                                         | Este: Póvoa de Lanhoso    |
| Suroeste: Vila Nova de Famalicão | Sur: Vila Nova de Famalicão y Guimarães | Sureste: Guimarães        |

### Demografía
| Gráfica de evolución demográfica de Braga entre 1801 y 2021 |
|                                                             |
| Datos según el nomenclátor publicado por el INE portugués.  |

### Freguesias

Distribución de las freguesias en el municipio de Braga.

Las freguesias de Braga son las siguientes:
- Adaúfe
- Arentim e Cunha
- Braga (Maximinos, Sé e Cividade)
- Braga (São José de São Lázaro e São João do Souto)
- Braga (São Vicente)
- Braga (São Vítor)
- Cabreiros e Passos (São Julião)
- Celeirós, Aveleda e Vimieiro
- Crespos e Pousada
- Escudeiros e Penso (Santo Estêvão e São Vicente)
- Espinho
- Esporões
- Este (São Pedro e São Mamede)
- Ferreiros e Gondizalves
- Figueiredo
- Gualtar
- Guisande e Oliveira (São Pedro)
- Lamas
- Lomar e Arcos
- Merelim (São Paio), Panoias e Parada de Tibães
- Merelim (São Pedro) e Frossos
- Mire de Tibães
- Morreira e Trandeiras
- Nogueira, Fraião e Lamaçães
- Nogueiró e Tenões
- Padim da Graça
- Palmeira
- Pedralva
- Priscos
- Real, Dume e Semelhe
- Ruilhe
- Santa Lucrécia de Algeriz e Navarra
- Sequeira
- Sobreposta
- Tadim
- Tebosa
- Vilaça e Fradelos

### Clima
Braga tiene un Csb (templado con verano seco y templado) según la clasificación climática de Köppen.
| Parámetros climáticos promedio de Braga en el periodo 1971-2000                                                                               | Parámetros climáticos promedio de Braga en el periodo 1971-2000 | Parámetros climáticos promedio de Braga en el periodo 1971-2000 | Parámetros climáticos promedio de Braga en el periodo 1971-2000 | Parámetros climáticos promedio de Braga en el periodo 1971-2000 | Parámetros climáticos promedio de Braga en el periodo 1971-2000 | Parámetros climáticos promedio de Braga en el periodo 1971-2000 | Parámetros climáticos promedio de Braga en el periodo 1971-2000 | Parámetros climáticos promedio de Braga en el periodo 1971-2000 | Parámetros climáticos promedio de Braga en el periodo 1971-2000 | Parámetros climáticos promedio de Braga en el periodo 1971-2000 | Parámetros climáticos promedio de Braga en el periodo 1971-2000 | Parámetros climáticos promedio de Braga en el periodo 1971-2000 | Parámetros climáticos promedio de Braga en el periodo 1971-2000 |
| Mes | Ene.                                                            | Feb.                                                            | Mar.                                                            | Abr.                                                            | May.                                                            | Jun.                                                            | Jul.                                                            | Ago.                                                            | Sep.                                                            | Oct.                                                            | Nov.                                                            | Dic.                                                            | Anual                                                           |
| --- | --------------------------------------------------------------- | --------------------------------------------------------------- | --------------------------------------------------------------- | --------------------------------------------------------------- | --------------------------------------------------------------- | --------------------------------------------------------------- | --------------------------------------------------------------- | --------------------------------------------------------------- | --------------------------------------------------------------- | --------------------------------------------------------------- | --------------------------------------------------------------- | --------------------------------------------------------------- | --------------------------------------------------------------- |
| Temp. máx. abs. (°C) | 24.0                                                            | 23.5                                                            | 29.5                                                            | 31.0                                                            | 35.5                                                            | 38.5                                                            | 38.5                                                            | 39.5                                                            | 38.5                                                            | 33.3                                                            | 28.5                                                            | 24.1                                                            | 39.5                                                            |
| Temp. máx. media (°C) | 13.7                                                            | 14.8                                                            | 17.6                                                            | 18.3                                                            | 21.1                                                            | 25.4                                                            | 27.8                                                            | 28.0                                                            | 25.5                                                            | 20.9                                                            | 16.8                                                            | 14.4                                                            | 20.3                                                            |
| Temp. media (°C) | 9.0                                                             | 9.9                                                             | 12.3                                                            | 13.2                                                            | 15.8                                                            | 19.5                                                            | 21.4                                                            | 21.4                                                            | 19.4                                                            | 15.9                                                            | 12.3                                                            | 10.2                                                            | 15.0                                                            |
| Temp. mín. media (°C) | 4.3                                                             | 4.9                                                             | 7.0                                                             | 7.9                                                             | 10.4                                                            | 13.5                                                            | 14.9                                                            | 14.7                                                            | 13.2                                                            | 10.8                                                            | 7.7                                                             | 6.0                                                             | 9.6                                                             |
| Temp. mín. abs. (°C) | -6.3                                                            | -4.5                                                            | -5.0                                                            | -1.2                                                            | -0.5                                                            | 3.3                                                             | 7.5                                                             | 6.7                                                             | 3.8                                                             | 2.5                                                             | -1.7                                                            | -2.5                                                            | -6.3                                                            |
| Precipitación total (mm) | 176.4                                                           | 114.8                                                           | 121.6                                                           | 130.8                                                           | 112.9                                                           | 48.6                                                            | 22.0                                                            | 34.0                                                            | 81.7                                                            | 191.7                                                           | 193.9                                                           | 220.2                                                           | 1448.6                                                          |
| Días de precipitaciones (≥ 1 mm) | 14.8                                                            | 13.5                                                            | 12.2                                                            | 13.5                                                            | 13.4                                                            | 8.2                                                             | 5.4                                                             | 4.7                                                             | 7.4                                                             | 12.7                                                            | 13.1                                                            | 15.5                                                            | 134.4                                                           |
| Fuente: Instituto de Meteorología, IP Portugal. Datos de precipitación y temperatura para el periodo 1971-2000 en Braga 23 de octubre de 2012 |                                                                 |                                                                 |                                                                 |                                                                 |                                                                 |                                                                 |                                                                 |                                                                 |                                                                 |                                                                 |                                                                 |                                                                 |                                                                 |

### Comunicaciones
La ciudad cuenta con el Aeródromo de Braga (BGZ).
El Aeropuerto de Oporto-Francisco Sá Carneiro (anteriormente llamado Pedras Rubras), Maia, Oporto / Gran Oporto se ubica a 56 km de Braga.

## Historia

### Neolítico, Edad del Bronce y Edad del Hierro

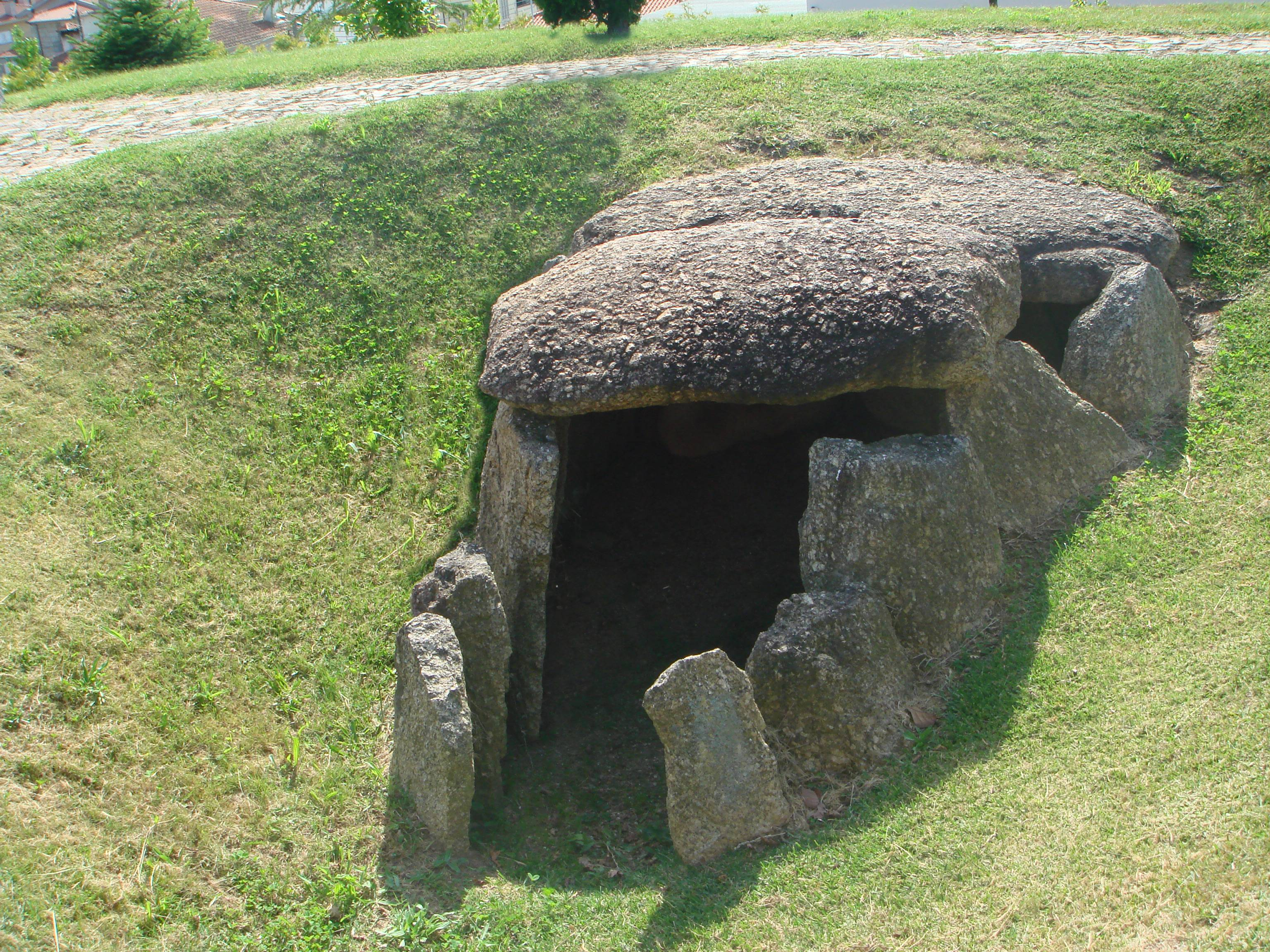
Dolmen en Mamoa de Lamas, monumento megalítico en el municipio de Braga.

Las huellas de la presencia humana en la región datan de hace miles de años, como lo demuestran varios hallazgos. Uno de los más antiguos es el Mamoa de Lamas, un monumento megalítico construido en el período neolítico. Sin embargo, solo se puede demostrar la existencia de asentamientos en Braga en la Edad del Bronce.
En la Edad del Hierro, se desarrollaron los castros. Estos asentamientos eran propios de lugares en relieves altos. Sus habitantes eran los celtas y esta región, en particular, estaba habitada por los brácaros.

### Antigüedad clásica

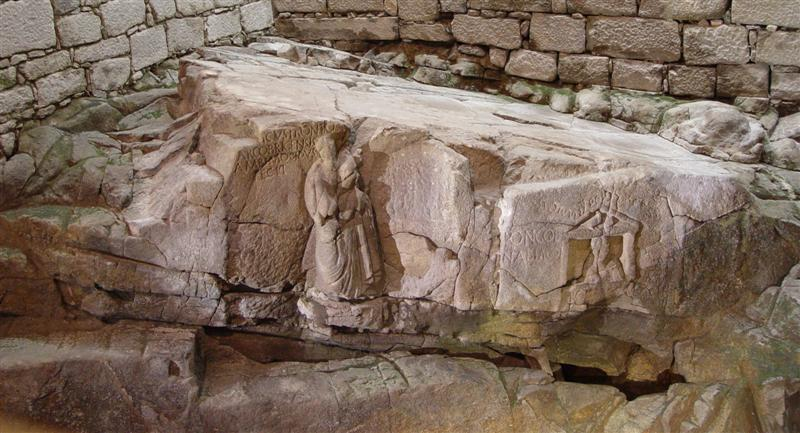
Fuente del Ídolo, del período romano, cuando la ciudad tenía el nombre de Bracara Augusta y era capital de la provincia romana de Gallaecia.

El primer contacto entre brácaros y romanos tuvo lugar entre 138 y 136 a. C, con las expediciones militares romanas de reconocimiento. Durante el segundo siglo antes de Cristo, la región fue tomada por los romanos. Desde entonces, y hasta la fundación de la ciudad de Bracara Augusta, la región vivió en paz, lo que favoreció el desarrollo y el comercio, proporcionados por las relaciones con el Imperio Romano.
Después de las Guerras Cántabras que pusieron fin a la conquista de la península ibérica, el emperador romano César Augusto fundó tres ciudades en el noroeste de Hispania: Bracara Augusta, Lucus Augusti y Asturica Augusta. Se cree que los romanos construyeron la ciudad en 15-16  a. C. con el nombre de Bracara Augusta, después de la campaña de Augusto contra cántabros y astures. Se convertiría en la capital de la provincia de la Gallaecia.
La centralidad del territorio entre los ríos Duero y Miño y la confluencia de una vasta red de senderos naturales eran propicias para un desarrollo importante de las actividades económicas. Estas condiciones favorecieron la asimilación de organización política romana y, sobre todo, el aumento del comercio a larga distancia.
Bracara Augusta fue una importante ciudad comercial que se benefició enormemente del tráfico marítimo intenso y bien organizado que unía a los diversos centros productores del Imperio Romano. Entre los productos comercializados, destacaban la cerámica, el vidrio, objetos de lujo y productos alimenticios como el vino, productos elaborados de pescado y el aceite.
La posición geoestratégica de Bracara Augusta, como un mercado importante, favoreció el establecimiento de artesanos y talleres especializados de cerámica, producción de vidrio, fundición de bronce, oro y hierro, así como la industria textil y la fabricación de pigmentos. Aunque estos talleres se localizaban preferentemente en las afueras de la ciudad, también se encontraron rastros de sus ubicaciones dentro de Bracara Augusta.
En 388 se fundó el Obispado de Bracara, convirtiéndose Paterno en el primer obispo.

### Alta Edad Media

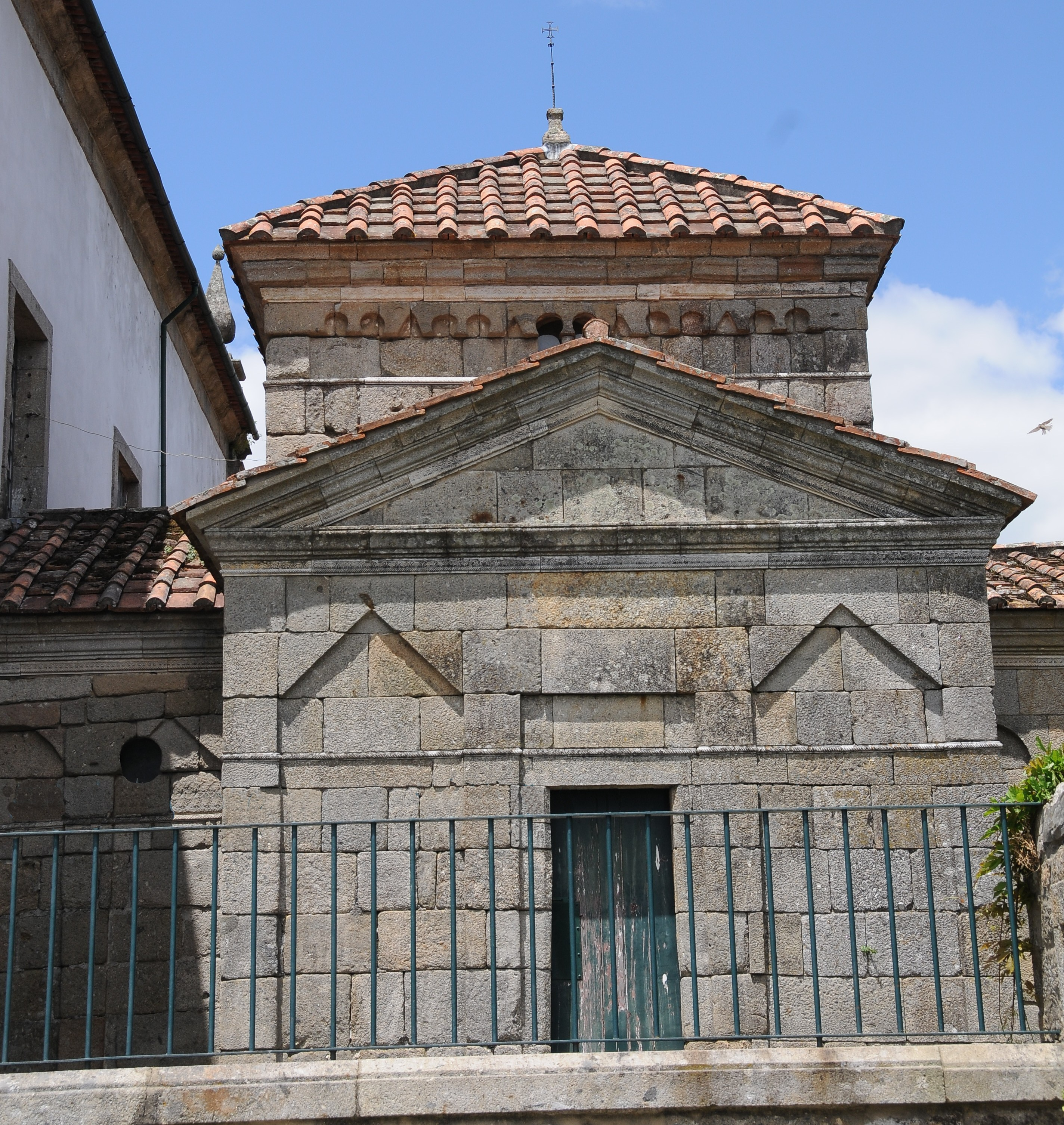
Capilla de San Fructuoso de Montelius, del.

#### Dominio suevo y visigodo
La caída del Imperio romano dio lugar, en 411, a la conquista de la Gallaecia por los suevos, que mantendrían la capital en la ciudad, a la que llamaban 'Brach', hasta la derrota de estos por los visigodos en el año 585. El sacerdote de Braga, Paulo Orosio, asistió a la invasión de los suevos y dejó escrito que «rápidamente cambiaron la espada por el arado y se hicieron amigos» de la población local. San Martín de Braga, obispo de Braga bajo el dominio suevo, fue (junto con San Fructuoso, obispo del período visigodo) una referencia muy relevante en la historia de la Gallaecia, dada la importancia que tuvo en la organización diocesana y la ordenación territorial en las parroquias. En la tumba de san Martín, el nombre de la localidad figura como 'Brach'  Vestigios arqueológicos de los períodos suevo y visigodo incluyen una construcción compuesta por un ábside semicircular y tres naves en Santa Marta das Cortiças, la Basílica de San Martín de Braga (São Martinho de Dume) y la Capilla de San Fructuoso de Montelius.
Braga permanecería bajo dominio visigodo hasta la invasión musulmana de Hispania.

#### Desde la conquista musulmana hasta elsigloX

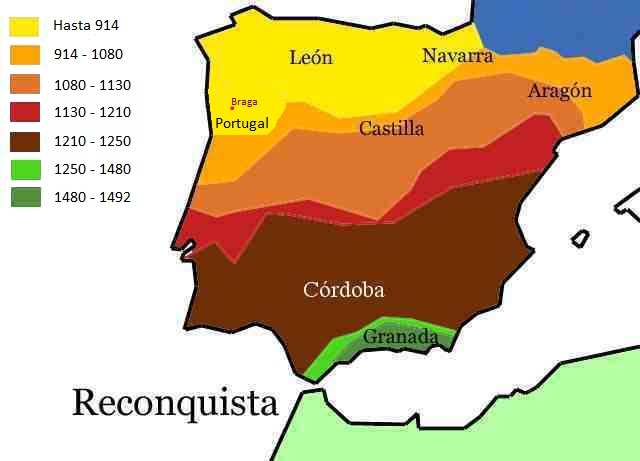
Braga en el contexto de la reconquista cristiana.

En el año 716, los musulmanes conquistaron Braga, lo que causó graves daños en la ciudad, en gran parte debido a su importancia religiosa. Fue reconquistada en 868 por Alfonso III de Asturias.
En 883, Alfonso III confirmó la donación de Montélios (en la actual freguesia de Real) a Compostela y en 887 donó el territorio de Dume a Rosendo, obispo de Mondoñedo.
Cuando, tras su fallecimiento, Alfonso III el Magno dividió su reino entre sus hijos en 908, asignó el Reino de Galicia a Ordoño I de Galicia, que fijó su capital en Braga. No obstante, la muerte de su hermano García I le otorgaría la corona del Reino de León, pasando Galicia a depender de dicho reino y perdiendo Braga la condición de capital.

### Baja Edad Media

#### Desde elsigloXhasta la independencia de Portugal
En el siglo XI la ciudad fue reorganizada, probablemente con la nueva denominación de Braga. La construcción de la muralla de la ciudad y de la catedral se inició por orden del obispo Pedro de Braga, sobre los restos de un antiguo templo romano dedicado a la diosa Isis, que más tarde se convirtió en una iglesia. La ciudad se desarrolló alrededor de la catedral, quedándose confinada al perímetro amurallado. En 1071 se fundó el arzobispado de Braga, convirtiéndose Pedro en el primer arzobispo. Con la elevación del obispado de Braga a arzobispado, la ciudad recuperó una enorme importancia en la península ibérica.
En 1093, Braga fue ofrecida como dote por Alfonso VI de León, a su hija Teresa, en la ocasión de su matrimonio con Enrique de Borgoña, conde de Portugal. Estos fueron los señores de la ciudad entre 1096 y 1112. En 1112, Enrique de Borgoña donó la ciudad a los arzobispos. El 27 de mayo de 1128, se confirmó y amplió el Couto de Braga al Arzobispo Paio Mendes, y se le concedió el privilegio de acuñar moneda como recompensa por el apoyo a la revuelta de Alfonso Enríquez contra su madre, Teresa de León.

#### Desde la independencia de Portugal hasta elsigloXV
Tras la independencia de Portugal, proclamada por Alfonso Enríquez en 1139 y reconocida por Alfonso VII de León en 1143, Braga pasó a formar parte del nuevo reino, al que pertenecería hasta la actualidad.
En 1327, el rey Alfonso IV invadió la jurisdicción temporal del entonces arzobispo Gonçalo Pereira, abuelo del general portugués Nuno Álvares Pereira, y nombró notarios del reino a Braga. El arzobispo los excomulgó y los expulsó de la ciudad. En 1341 las autoridades reales volvieron a entrar en la ciudad, por lo que el arzobispo volvió a excomulgarlos. El corregidor Afonso Domingues tomó el castillo y el palacio municipal. Más tarde estos edificios fueron restituidos al arzobispo, por Alfonso IV. Mientras, en 1336, fue construido el Palacio Arzobispal original, por el arzobispo Gonçalo Pereira.
En 1402, el arzobispo Martinho Afonso de Miranda dio la jurisdicción de la ciudad a la corona, a cambio de rentas y otras concesiones, así como de la regulación de las obligaciones de los agricultores y artesanos de Braga, incluyendo las obras de reparaciones del palacio.
En 1472, el rey Alfonso V restauró la jurisdicción temporal de Braga al arzobispo Luís Pires. Los arzobispos comenzaron a utilizar el título de "señor de Braga y primado de las Hespanhas".

### Edad Moderna y Edad Contemporánea

#### Desde elsigloXVIhasta el final de la monarquía

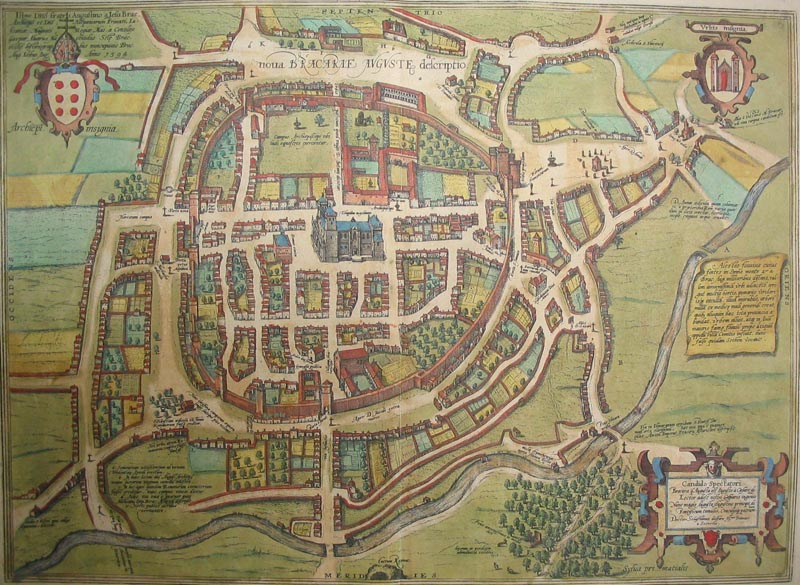
Braga en el Civitates orbis terrarum (segunda mitad del)

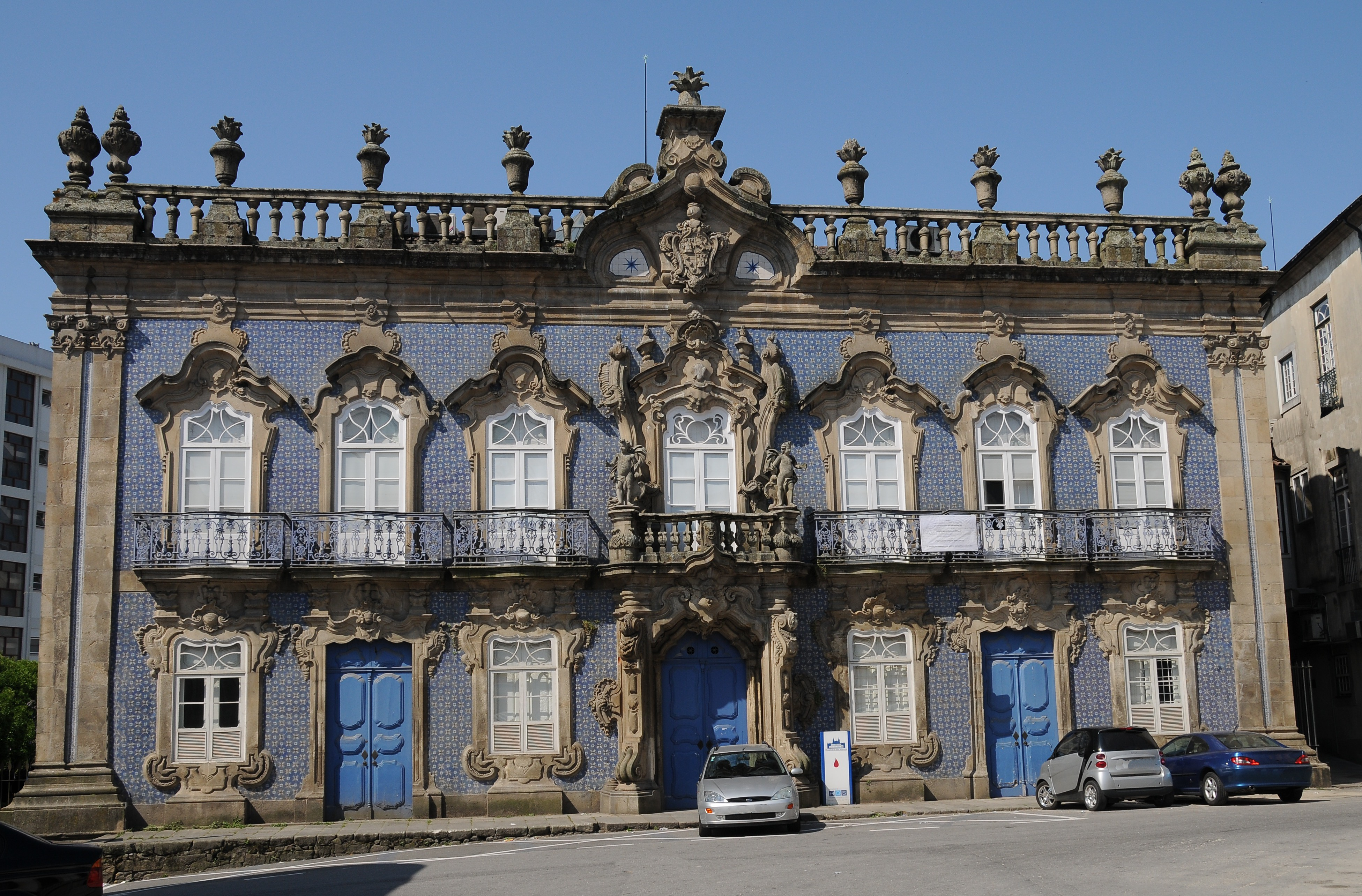
Palacio de Raio.

En el siglo XVI, el arzobispo de Braga, Diogo de Sousa, modificó profundamente la ciudad, con la construcción de nuevas calles, plazas y nuevos edificios, lo que causó también el crecimiento de la ciudad más allá del perímetro amurallado.
Desde el siglo XVI hasta el siglo XVIII, por intermedio de varios arzobispos, los edificios de arquitectura medieval fueron progresivamente reemplazados por edificios construidos según la arquitectura religiosa de su tiempo.
En el siglo XVIII, Braga se convirtió en el ex libris del Barroco en Portugal. Una vez más, por intermedio de varios arzobispos, los edificios religiosos se cambiaron de nuevo con la introducción de los estilos barroco y neoclásico.
En los cien años siguientes, estallaron varios conflictos debido a las invasiones francesas y a las Guerras Liberales. La ciudad fue un escenario de una batalla y fue víctima de diversos saqueos realizados por las tropas de Napoleón Bonaparte. En 1834, con el final de las luchas liberales, se expulsó a varias órdenes religiosas de la ciudad y sus bienes fueron dejados en la ciudad.
A finales del siglo XIX, el centro de la ciudad pasó a ser la avenida Central, en lugar de la zona de la catedral de Braga. En 1875, se inauguró por el rey Luis I el ferrocarril y la estación ferroviaria de Braga.

#### SigloXX(finales de la monarquía y República)
En el siglo XX se produjo una revolución en el transporte y en la infraestructura básica. Fue reformulada la avenida da Liberdade, donde se destaca el Teatro Circo y los edificios de la zona este. A finales del siglo XX, Braga tuvo un gran desarrollo y se convirtió en la tercera ciudad del país fuera de las áreas metropolitanas de Lisboa y Oporto, un estatus que mantiene en la actualidad.
El 28 de mayo de 1926, el general Gomes da Costa comenzó en esta ciudad la Revolución del 28 de mayo de 1926, que conduciría a la dictadura militar y al régimen del Estado Novo de Salazar.
Actualmente, Braga es una de las ciudades más jóvenes de Europa, por lo que es una ciudad dinámica y enérgica.

### La archidiócesis de Braga

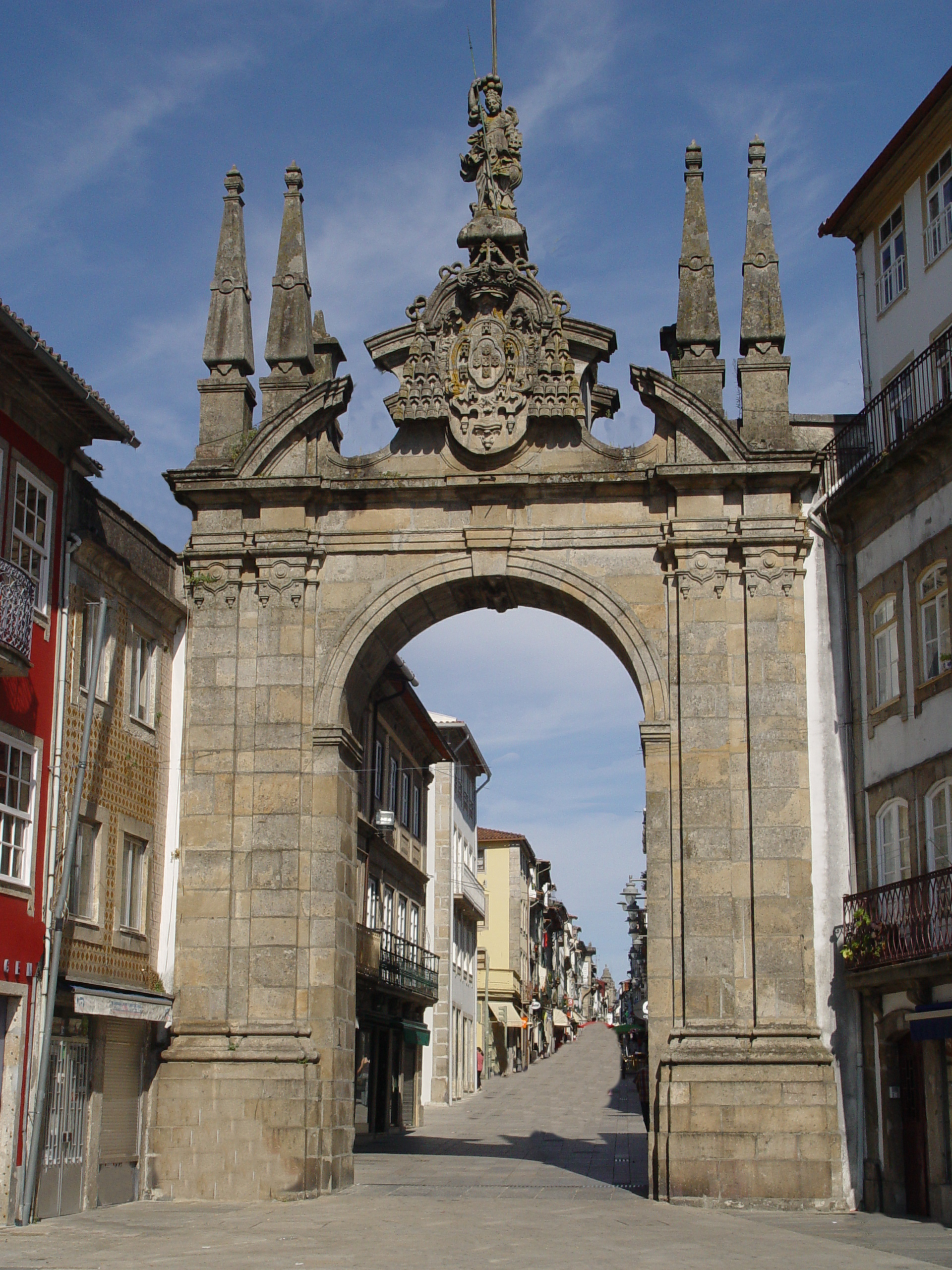
Puerta Nueva de Braga

Mención especial en la historia de la ciudad la merece la archidiócesis bracarense. Creada en el siglo IV, tenía prominencia entre los otros obispados de la Gallaecia, celebrándose en ella varios concilios (se destaca entre ellos el de 563, que condenó como herejía el priscilianismo). La invasión musulmana supuso su desaparición, resurgiendo en el año 1071. Los conflictos con las autoridades eclesiásticas de Santiago de Compostela no impidieron la construcción de una catedral que, tras ser destruida por un terremoto en 1135, se reedificaría hasta convertirse en un imponente edificio y en el principal monumento de la ciudad.

### Braga en la actualidad

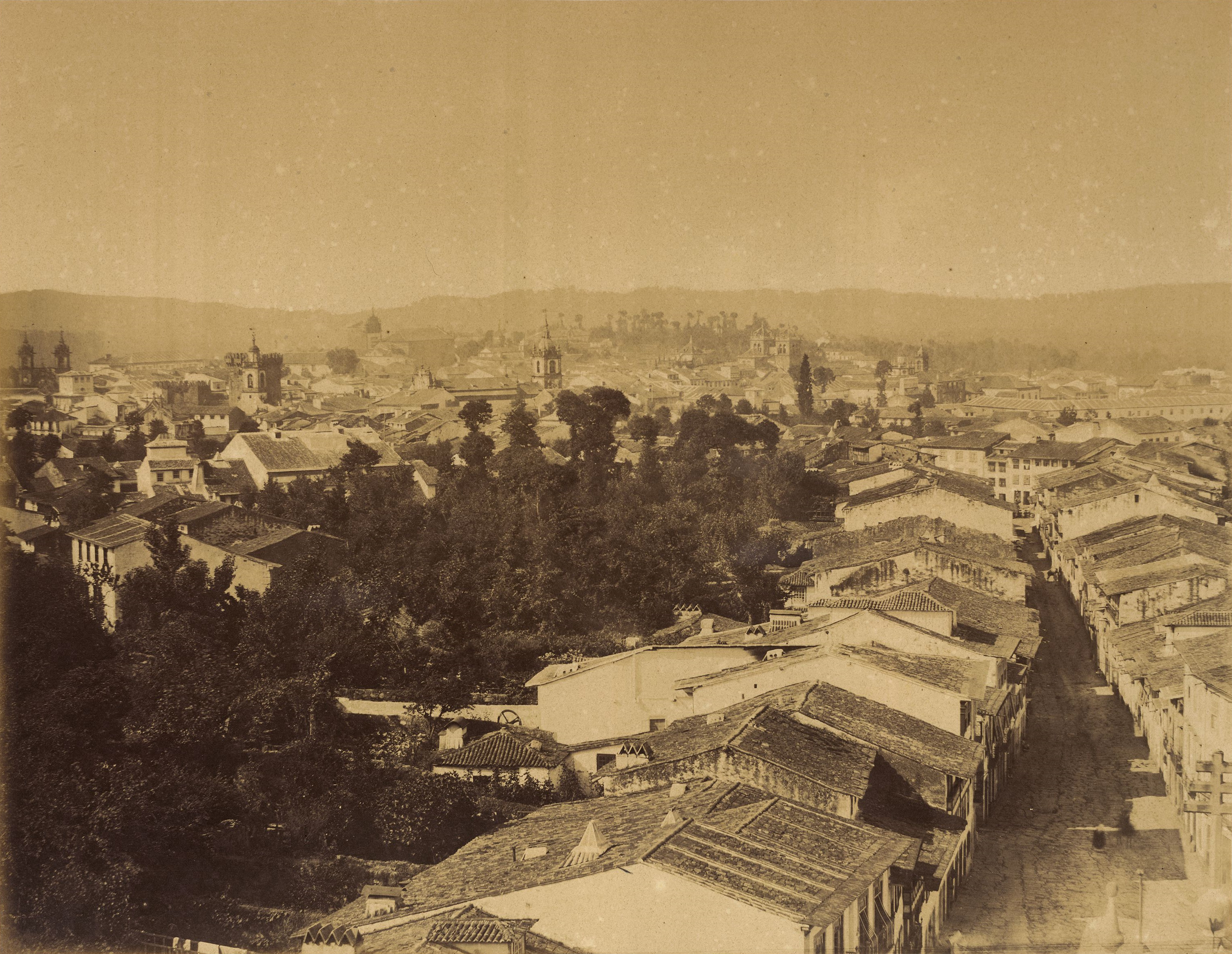
Vista de Braga en 1849-1873.

Con más de 180 000 habitantes, Braga es una de las ciudades económicamente más dinámicas y pobladas de Portugal. Importante centro de comunicaciones, destaca por su comercio y por el turismo que genera su casco histórico. Del mismo modo, la ciudad cuenta con dos universidades (la Universidade Católica Portuguesa y la Universidade do Minho) y con una decena de museos, y es considerada uno de los centros culturales más importantes de todo Portugal.
En 2012 Braga fue la Capital Europea de la Juventud, el mayor evento de Europa dedicado a los jóvenes.
El alcalde es Ricardo Rio (Partido Social Demócrata).

## Patrimonio

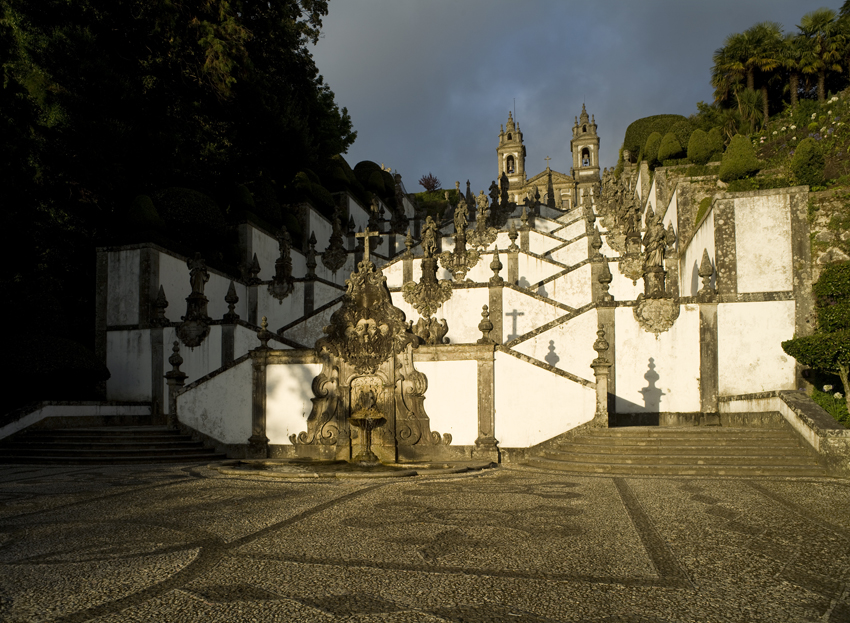
Escalinata de Bom Jesus do Monte

- Bom Jesus do Monte, santuario de estilo barroco destacado por su escalinata y los detalles de los pasos del viacrucis.[29]
- Elevador do Bom Jesus
- Catedral de Braga (en portugués Sé de Braga)
- Sameiro (santuario)
- Castelo de Dona Chica (castillo)
- San Fructuoso de Montelius
- Monasterio de Tibães
- Theatro Circo
- Siete Fuentes

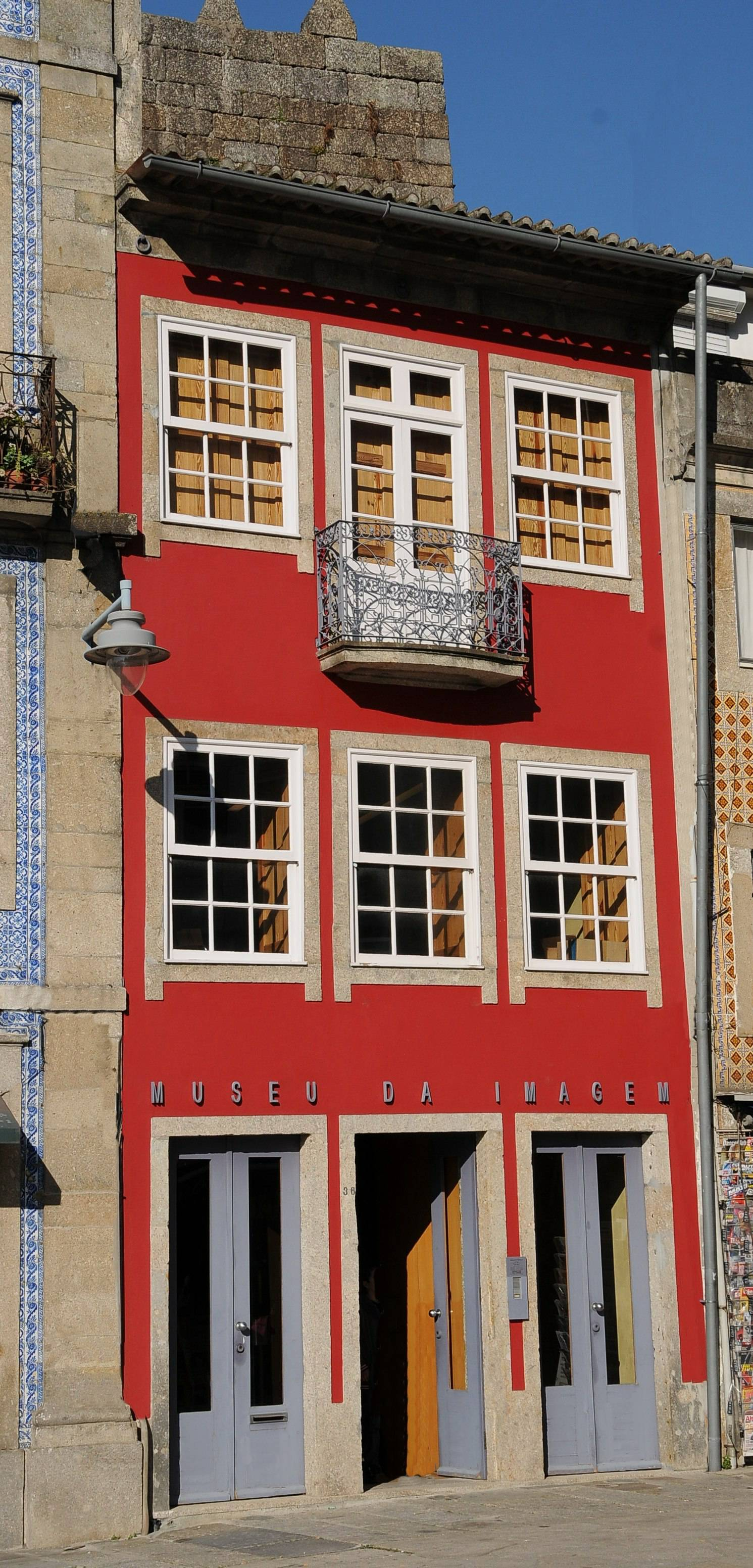
Museo de la Imagen de Braga.
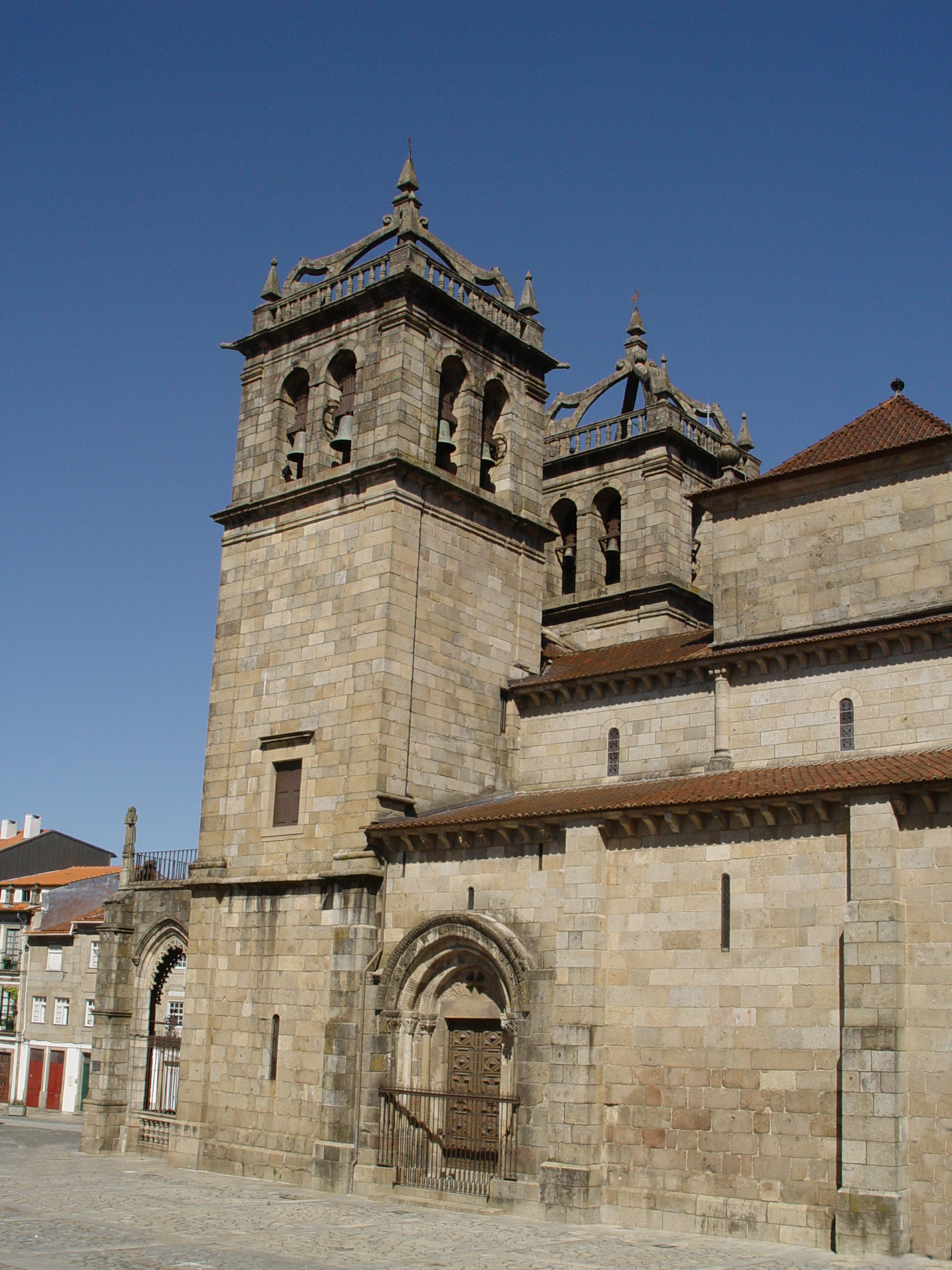
Catedral de Braga.
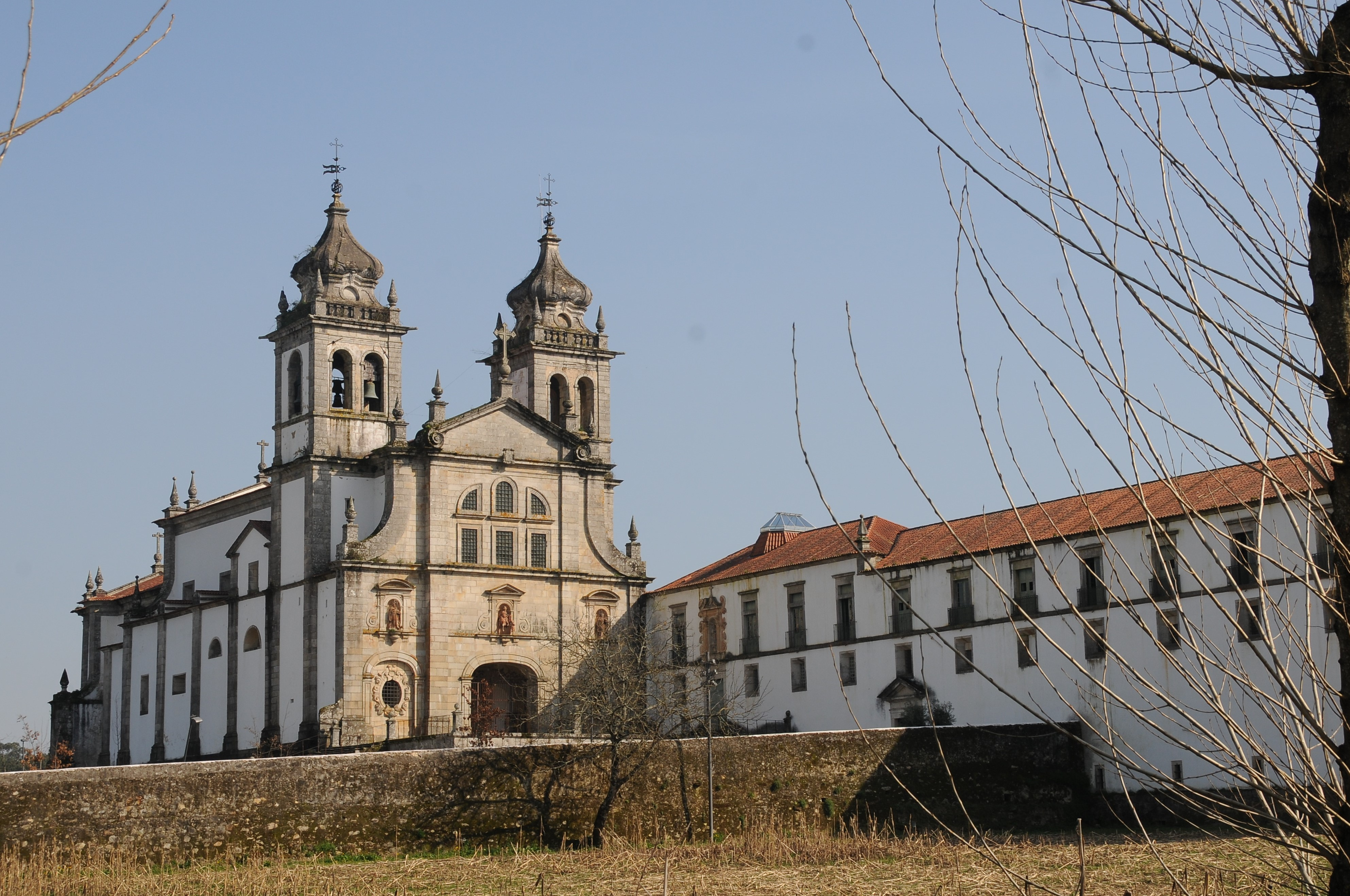
Monasterio en Mire de Tibães en el municipio de Braga.
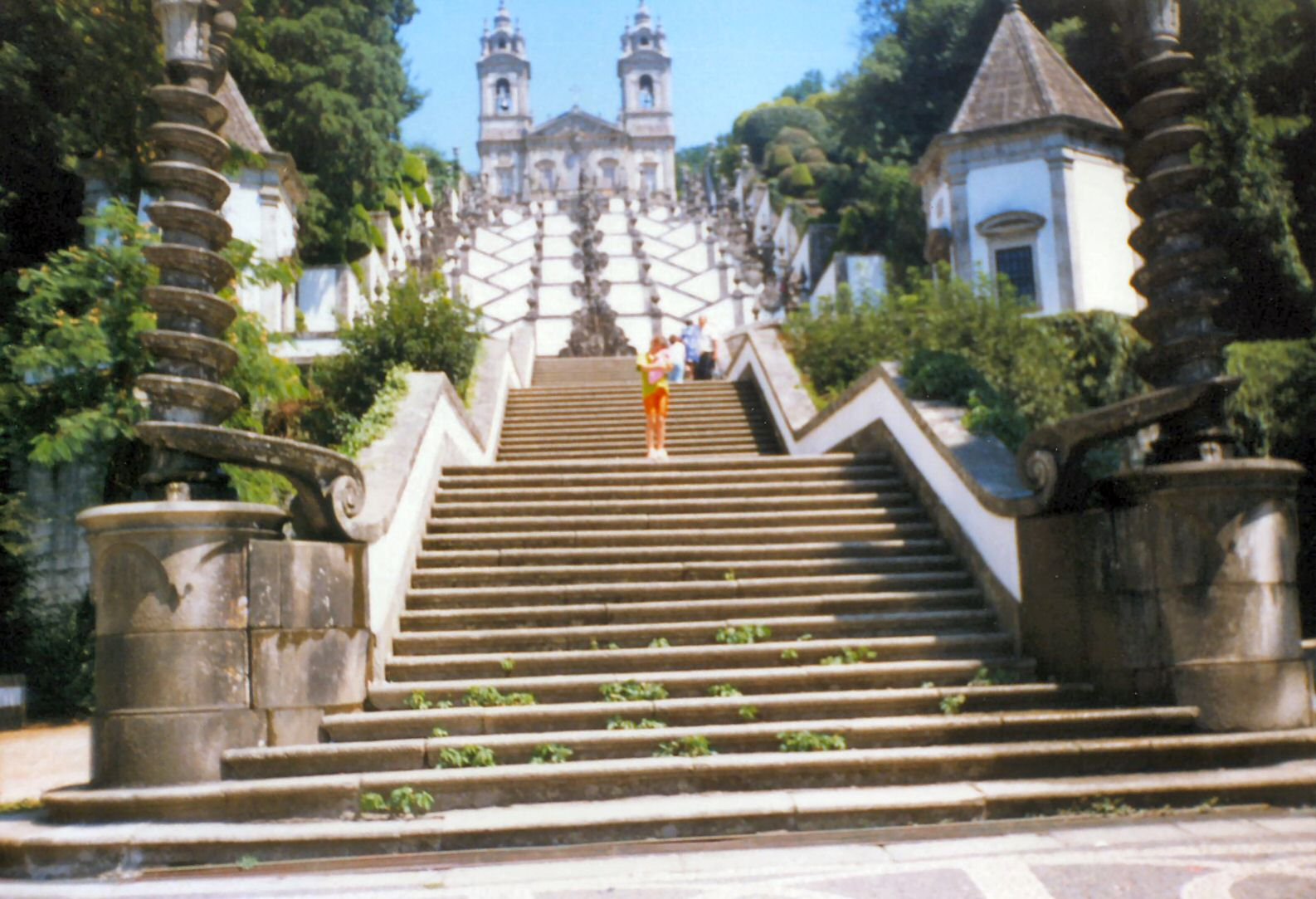
Escaleras del santuario de Bom Jesus do Monte en Braga.
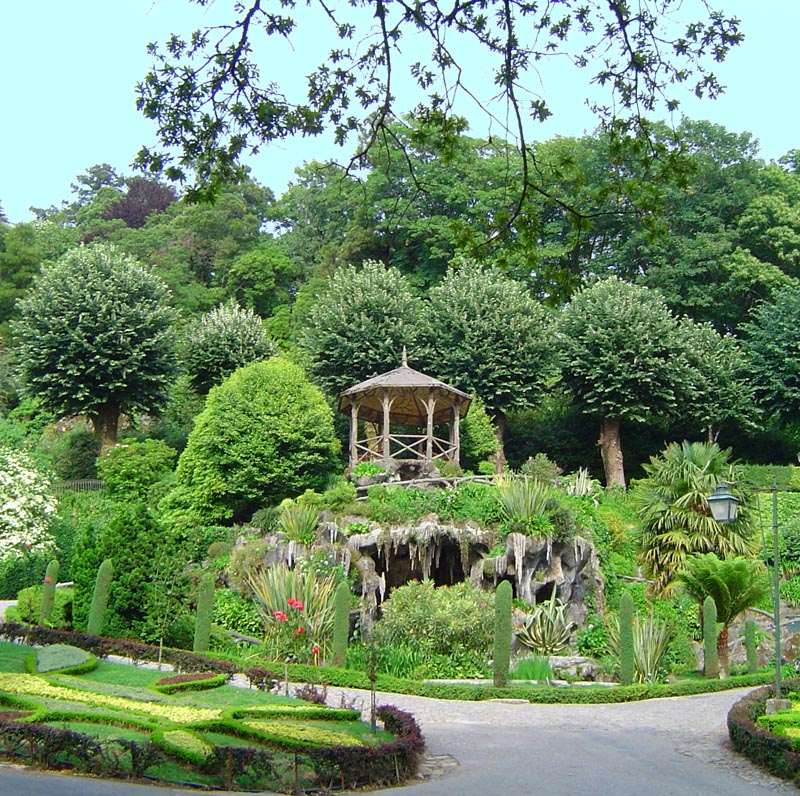
Gruta en los jardines del santuario de Bom Jesus en Braga.
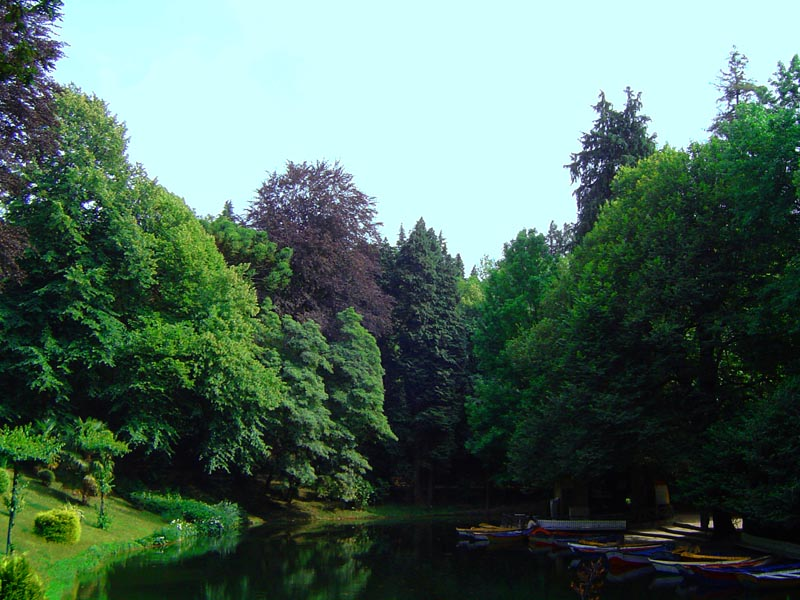
Lago y jardines de Bom Jesus do Monte en Braga.
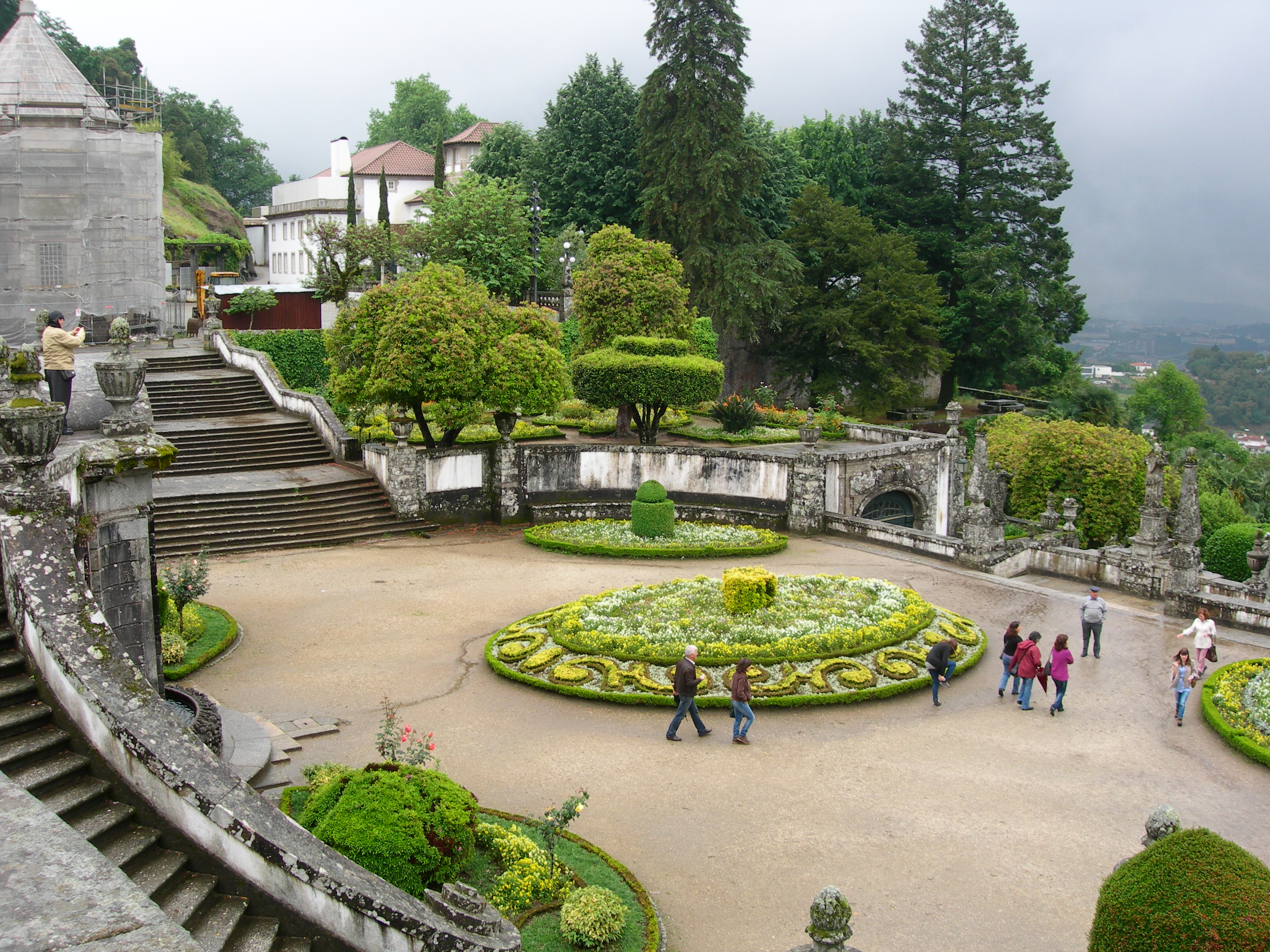
Santuario de Bom Jesus do Monte en Braga.
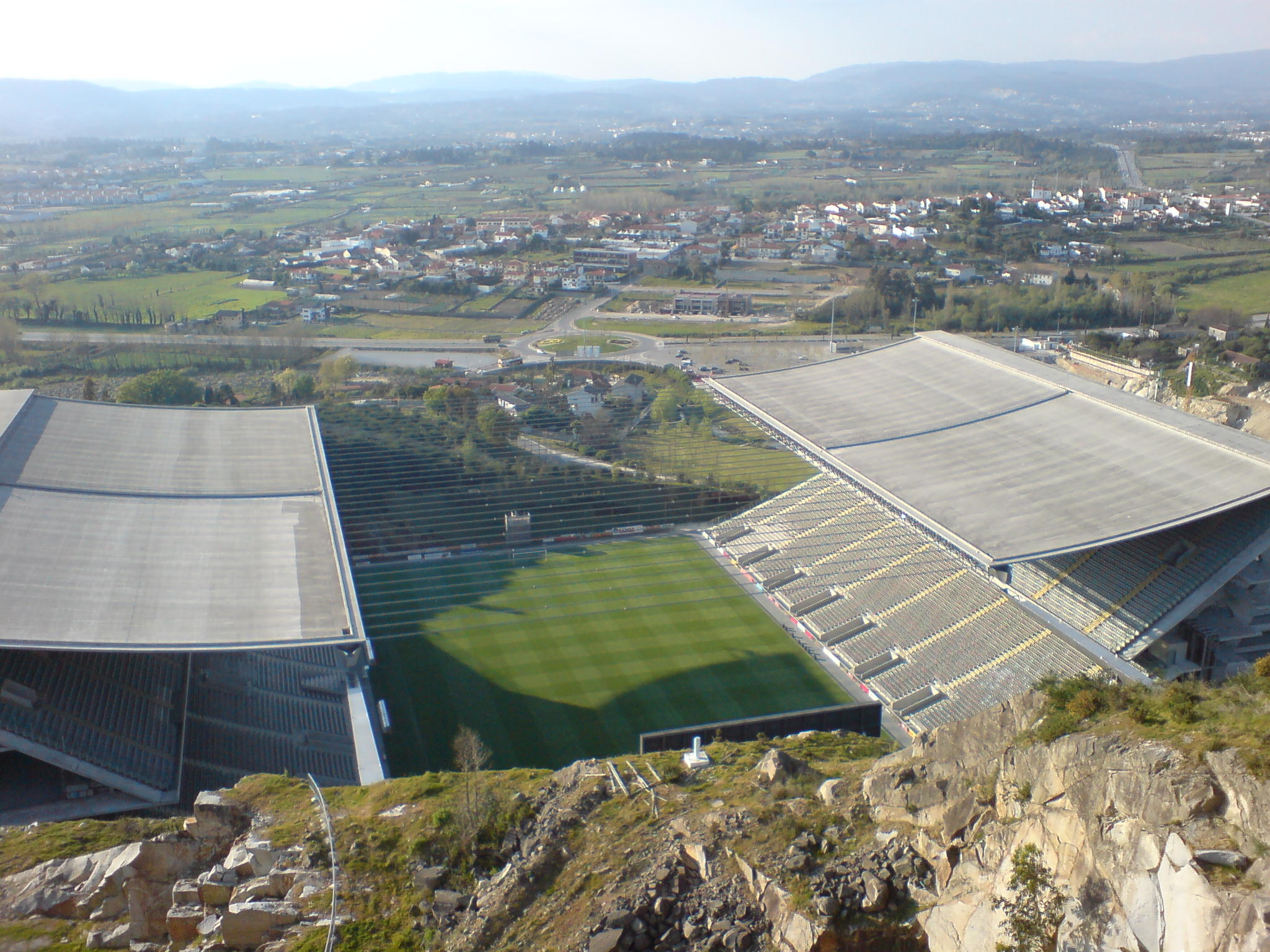
Estadio Municipal de Braga.
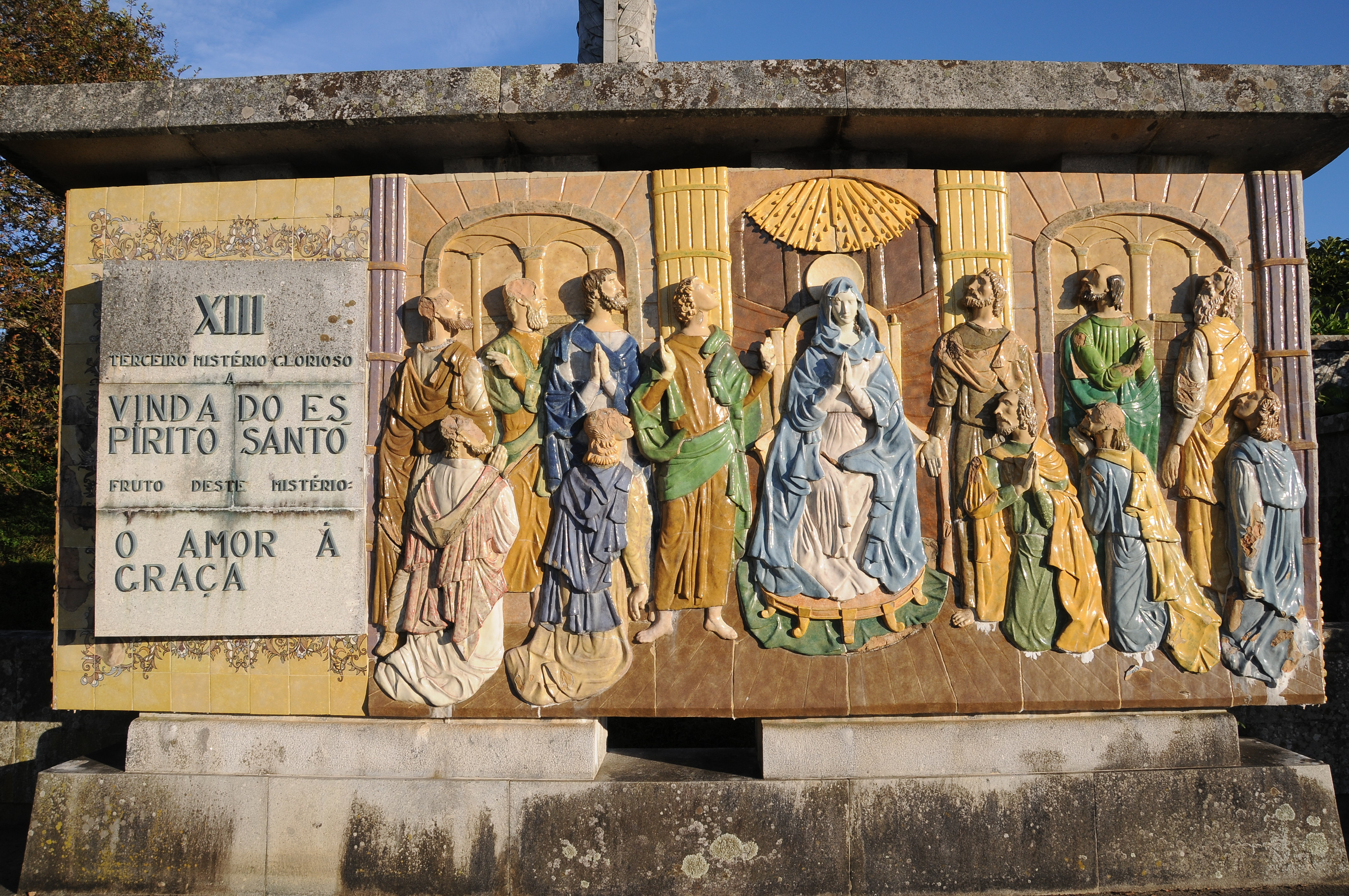
Santuario de Nuestra Señora de Sameiro en Braga.
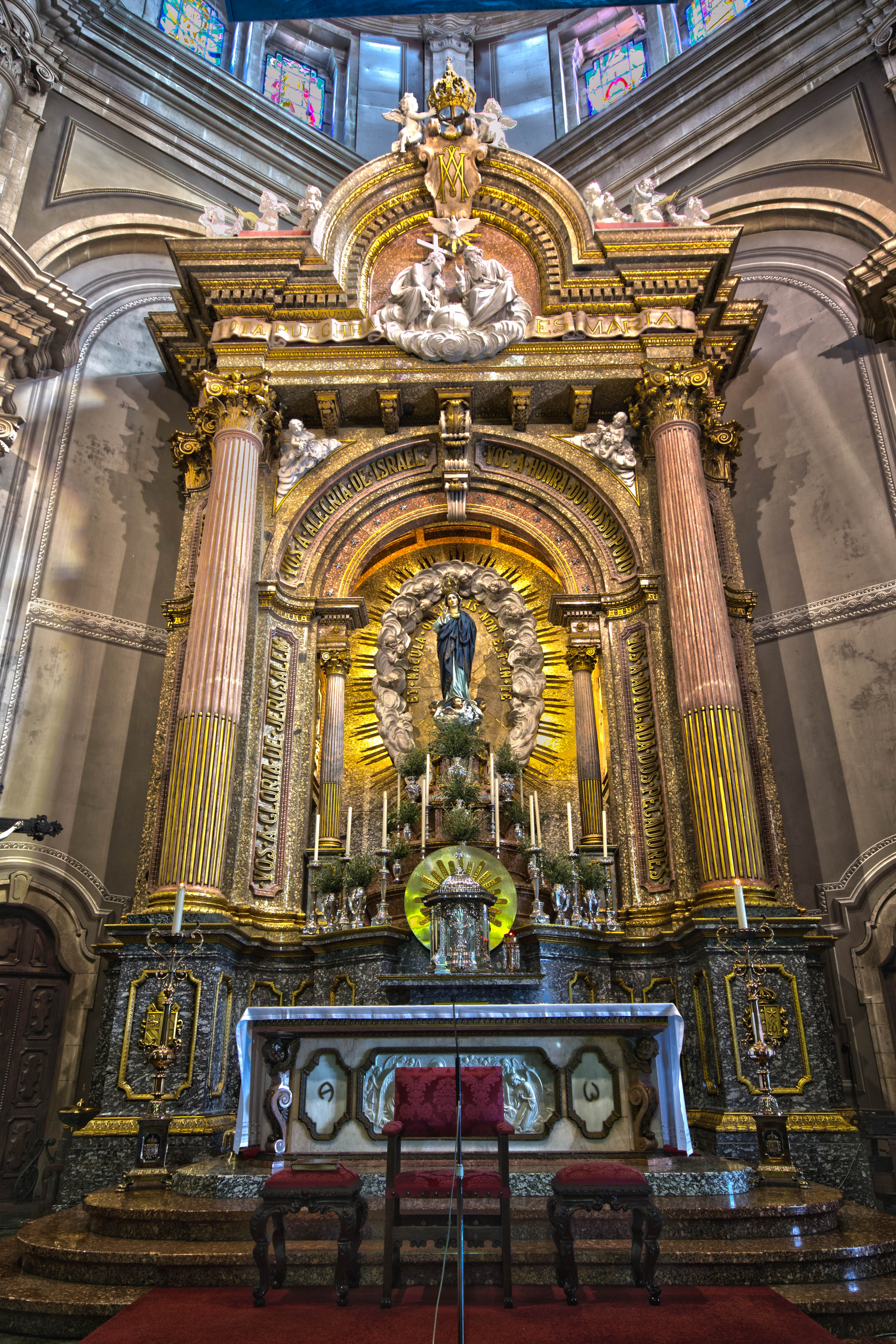
Altar de la iglesia de Nuestra Señora de Sameiro.
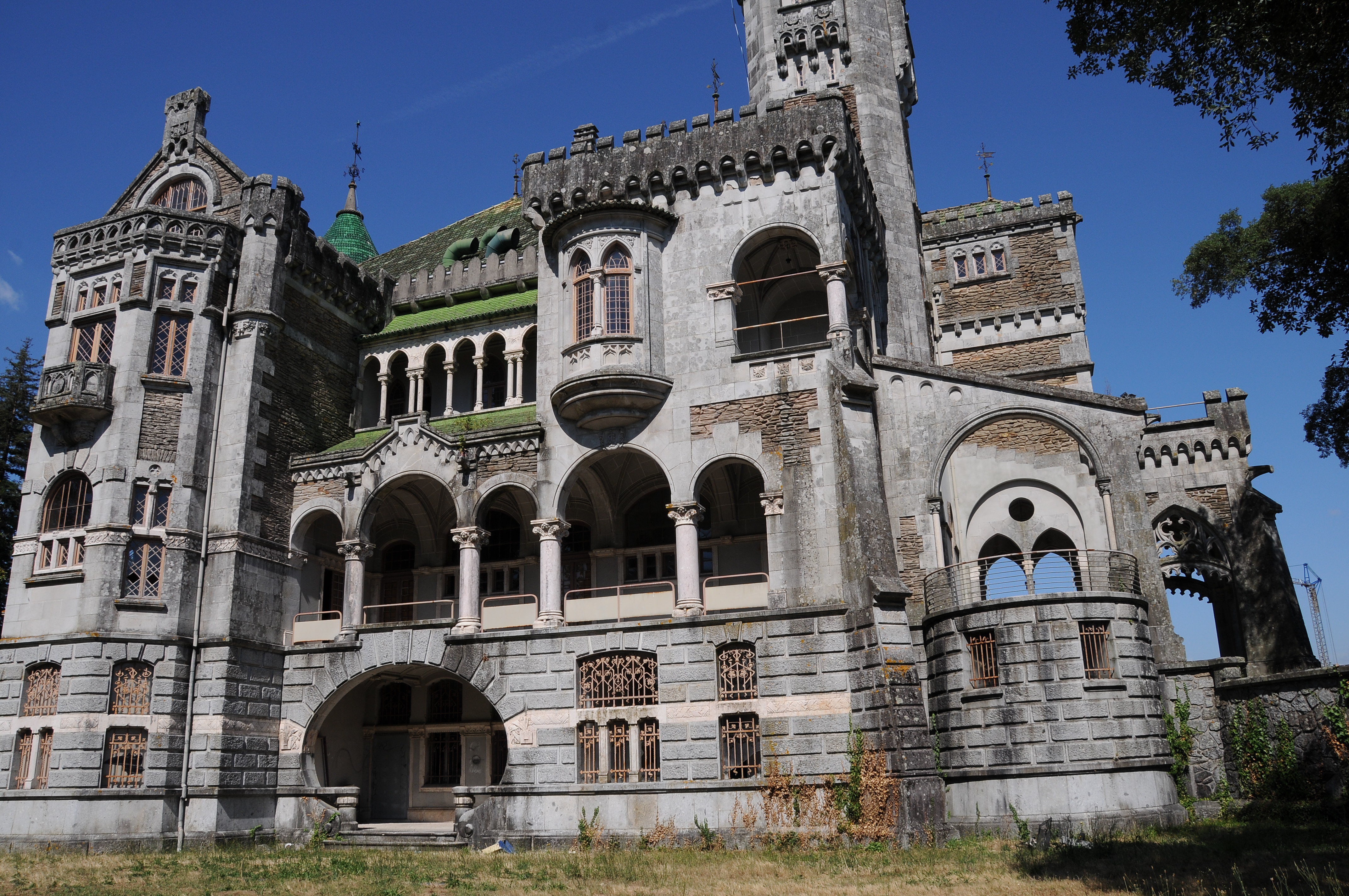
Castillo de D. Chica en Braga.
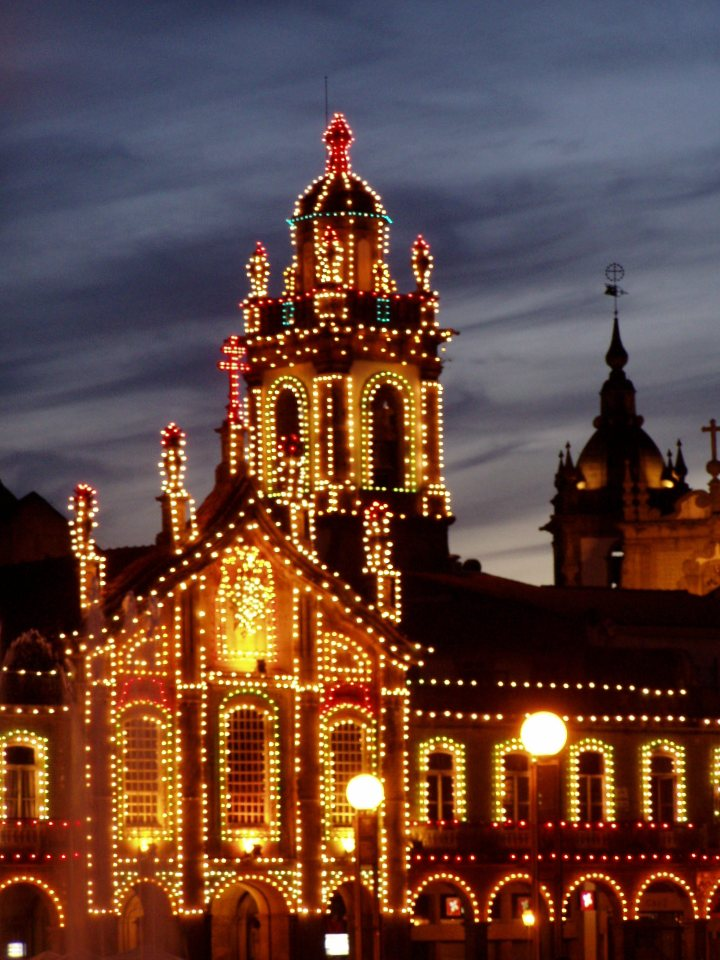
Iluminación de la arcada durante las fiestas de San Juan, en Braga.
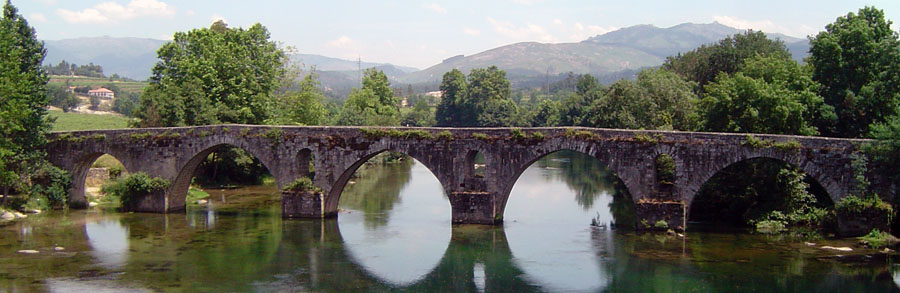
Puente de Porto, o de Prozelo, sobre el río Cávado, entre los municipios de Braga y Amares.
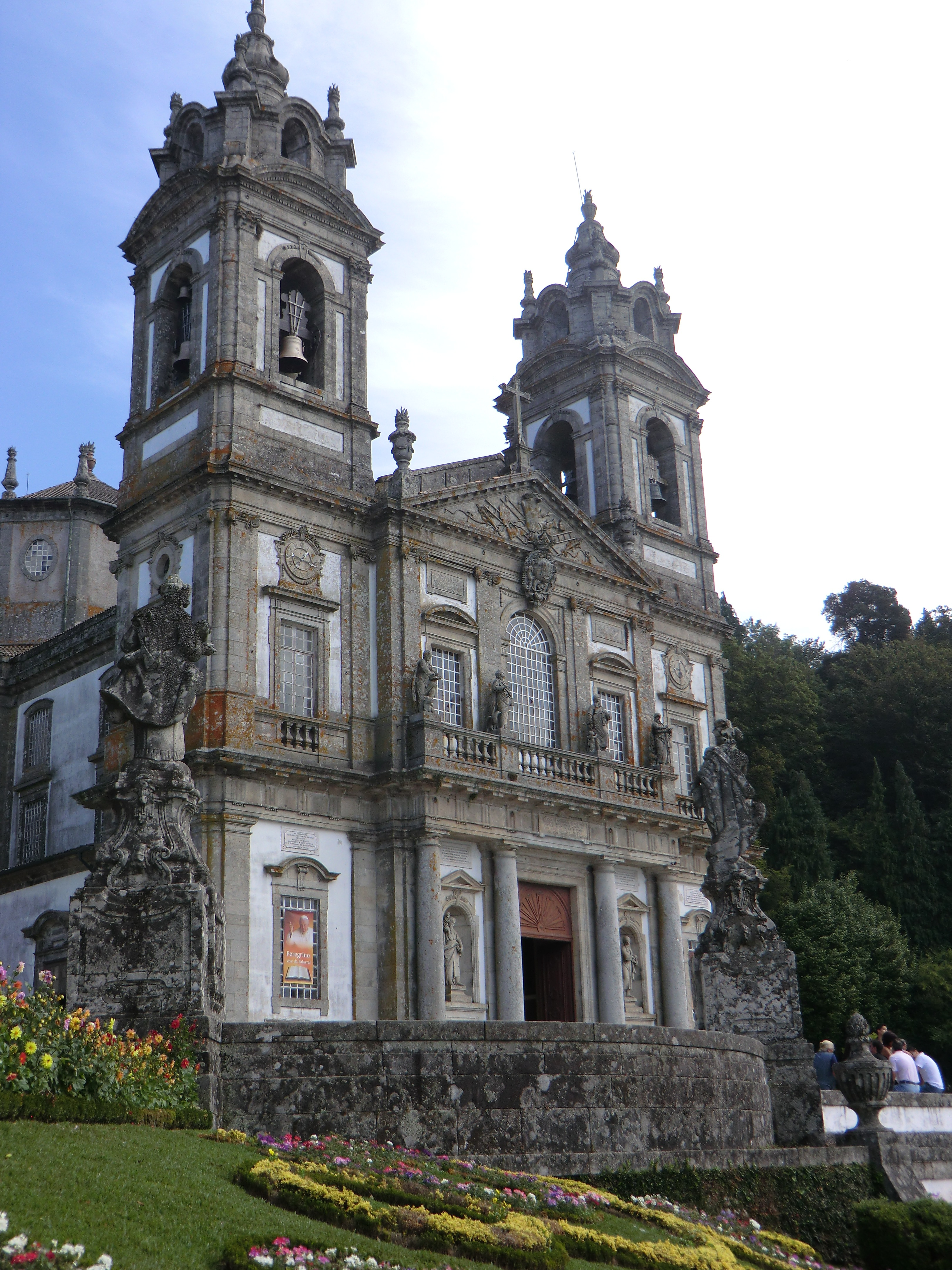
Santuario de Bom Jesus do Monte en Braga.
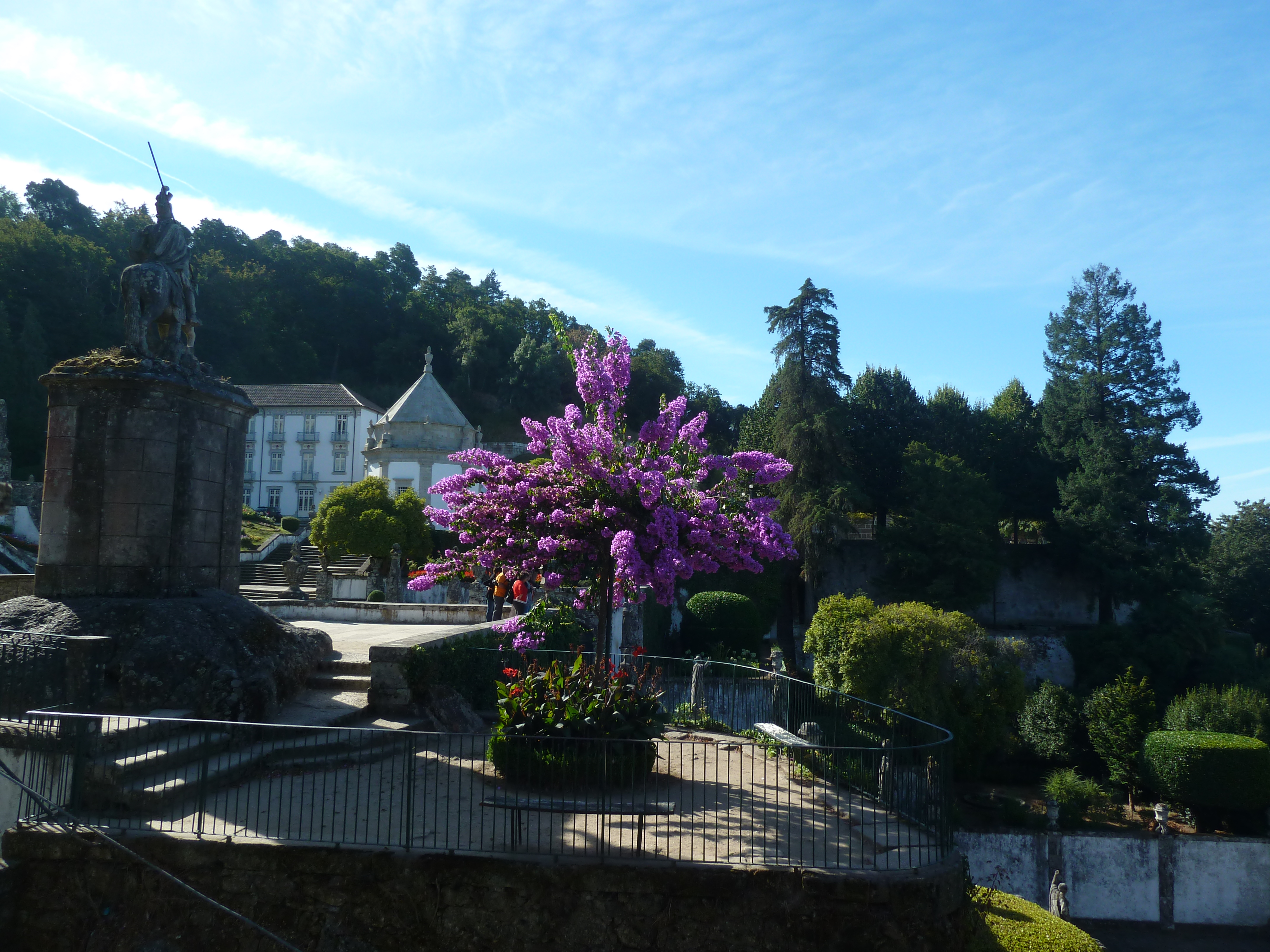
Santuario de Bom Jesus do Monte.
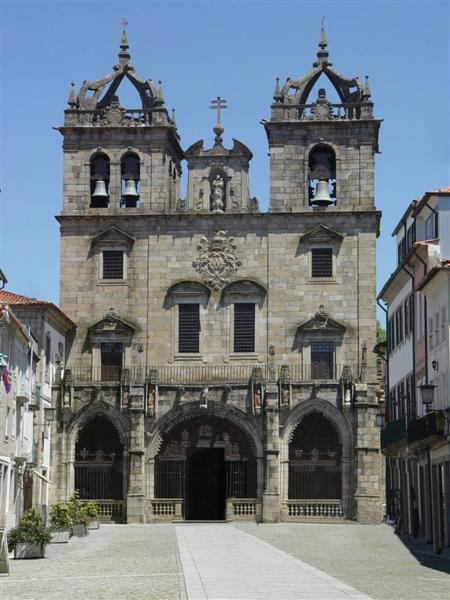
Catedral de Braga.
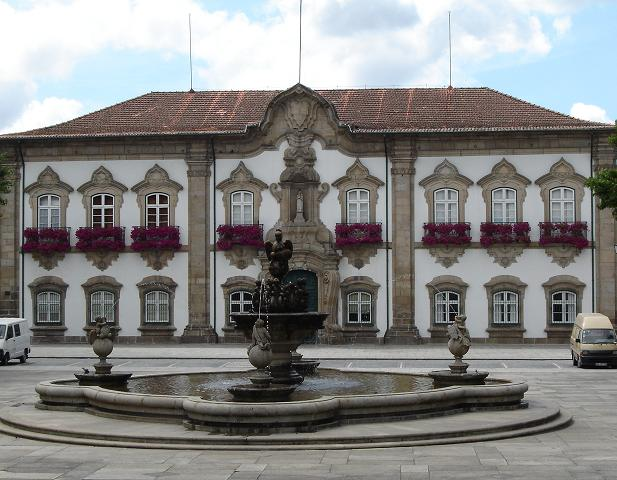
Ayuntamiento de Braga.

## Cultura

### Gastronomía
Braga es famosa por sus numerosas recetas de bacalao (bacalao la narcisa, bacalao a la miñota, bacalao à moda de Braga, entre otras). Otras comidas típicas de Braga incluyen el arroz con pato, papas de Sarrabulho con rojões, tripa enfarinhada, farinhotes, embutidos de sangre, cabrito à moda de Braga, frigideiras, Rojões à moda do Minho, el pollo pica no chão, el vino verde, el pudín abad de Priscos, el tocino de cielo, el Roscón de Reyes escangalhado, fidalguinhos, pederneiras, suplícios y paciências.

### Deportes
Cuenta con el equipo Sporting Club Braga. Su estadio es el Estadio Municipal de Braga con capacidad para 30 154 espectadores, la mejor participación del SC Braga fue a la Liga Europa de la UEFA 2020-21 el grupo G ante el Leicester City, el Zorya Lugansk y el AEK Atenas FC quedando segundo y en los octavos de final cayó derrotado ante AS Roma.

### Ciudades hermanadas
Braga está hermanada con las siguientes ciudades:
- Bissorã, Guinea Bisáu
- Clermont-Ferrand, Francia
- Cluj-Napoca, Rumanía
- Cuenca, Ecuador
- Ivano-Frankivsk, Ucrania
- Manaus, Brasil
- Puteaux, Francia
- Río de Janeiro, Brasil
- Santa Fe, Argentina
- Isla de São Nicolau, Cabo Verde
- Veliko Tarnovo, Bulgaria